# Xylopia densiflora
Xylopia densiflora este o specie de plante angiosperme din genul Xylopia, familia Annonaceae, descrisă de Robert Elias Fries. Conform Catalogue of Life specia Xylopia densiflora nu are subspecii cunoscute.